# B.o.B
Bobby Ray Simmons, Jr., spíše známý jako B.o.B nebo Bobby Ray (* 15. listopadu 1988 Winston-Salem, Severní Karolína), je americký rapper, zpěvák, hudební producent, textař a multiinstrumentalista. Hned svým debutem B.o.B Presents: The Adventures of Bobby Ray dokázal dosáhnout prvního místa v Billboard 200 i v Billboard Hot 100, s písní Nothin' On You (Ft. Bruno Mars) respektive.
Ve své tvorbě se často inspiruje hudbou z 80. let 20. století, dále pak styly jako jsou: rap, techno, rock, funk a doo-wop.

## Diskografie
Studiová alba
- B.o.B Presents: The Adventures of Bobby Ray (2010)
- Strange Clouds (2012)
- Underground Luxury (2013)
- Ether (2017)
- Naga (2018)
- Somnia (2020)
- Better Than Drugs (2022)
- A Town Full of Nowhere (2023)

Další reklamní projekty
- Psycadelik Thoughtz (2015)
- Elements (2016)